# Westfield (New Jersey)
Westfield è una città degli Stati Uniti d'America, nella Contea di Union, nello Stato del New Jersey. È sede della Westfield High Scool.